# Waldron (Saskatchewan)
Waldron es un pueblo canadiense situado en la provincia de Saskatchewan.

## Superficie
Waldron tiene una superficie de 1,38 km².

## Demografía
En 2021, tenía 15 habitantes, una densidad poblacional de 10,9 hab./km², y 8 viviendas.